# Veliki Vrh pri Šmarju
Veliki Vrh pri Šmarju este o localitate din comuna Grosuplje, Slovenia, cu o populație de 225 de locuitori.